# Sceloporus insignis
Sceloporus insignis är en ödleart som beskrevs av  Webb 1967. Sceloporus insignis ingår i släktet Sceloporus och familjen Phrynosomatidae. IUCN kategoriserar arten globalt som livskraftig. Inga underarter finns listade i Catalogue of Life.